# Ка де Маци (Лоди)
Ка де Маци је насеље у Италији у округу Лоди, региону Ломбардија.
Према процени из 2011. у насељу је живело 99 становника. Насеље се налази на надморској висини од 62 м.